# Trường quốc tế Mỹ Warsaw
Trường quốc tế Mỹ Warsaw (hay IAS) là trường tư thục Mỹ đầu tiên của thời kỳ hậu cộng sản, tọa lạc tại Warsaw, Ba Lan. IAS là một trường mẫu giáo (tiền K) đến lớp mười hai (tức là bao gồm trường mầm non, tiểu học, trung học cơ sở và trung học) được thành lập vào năm 1989 tại Ba Lan. IAS được công nhận bởi ba cơ quan giáo dục lớn: Tổ chức tú tài quốc tế, AdvancED và Bộ Giáo dục Ba Lan, trường cấp bằng tốt nghiệp cho các nghiên cứu đại học ở châu Âu, Anh, Mỹ và Ba Lan, cũng như các quốc gia khác.

## Thông tin trường
Trường Quốc tế Mỹ Warsaw được thành lập bởi Ishaq Hussaini vào năm 1989 như là một trường học tiếng Anh của Mỹ, và từ đó đã phát triển để phục vụ nhu cầu của cả cộng đồng Ba Lan và Quốc tế cho các lớp mầm non đến lớp 12. Trường trung học cung cấp Chương trình Văn bằng Tú tài quốc tế cho học sinh hoàn thành khóa học ở lớp 11 và 12. Ngoài ra, IAS cung cấp hệ thống văn bằng kép duy nhất trong cả nước cho học viên không phải là Tú tài quốc tế: Văn bằng Ba Lan (giới hạn cho sinh viên Ba Lan vượt qua Kỳ thi đầu ra Ba Lan ở cả lớp sáu và mười hai) và Văn bằng quốc tế (cho cả sinh viên Ba Lan và quốc tế).

## Công nhận
Trường được công nhận bởi Tổ chức tú tài quốc tế (IBO) , Bộ Giáo dục Ba Lan, và Hiệp hội các trường được công nhận Tây Bắc (NAAS).

## Điểm nổi bật
IAS đã được Bộ Giáo dục xếp hạng là một trong số 10 trường tốt nhất ở Ba Lan; đây là trường quốc tế duy nhất được chứng nhận bởi Bộ Giáo dục Ba Lan. 

## Khoa
Trường có 36 giảng viên toàn thời gian, 72% trong số họ có bằng tốt nghiệp. Có 25 giáo viên nói tiếng Anh bản ngữ dạy tiếng Anh, khoa học, nghiên cứu xã hội và lịch sử. Giáo viên Ba Lan nói tiếng Anh dạy toán, khoa học tiên tiến, tiếng Ba Lan, âm nhạc, nghệ thuật, tiếng Pháp, tiếng Đức và tiếng Tây Ban Nha. Tỷ lệ học viên-giảng viên là khoảng 5:1.

## Học viên
Khoảng 30% học viên là người Ba Lan; 70% học viên đến từ hơn 40 quốc gia khác nhau. Trong số các quốc tịch của sinh viên, có Đức, Nga, Ấn Độ, Kuwaiti, Việt Nam, Hàn Quốc và Mỹ.

## Chương trình giáo dục
Các chương trình trên được xây dựng theo chương trình giảng dạy của chương trình tú tài quốc tế. Học sinh chọn sáu môn, ba ở cấp độ tiêu chuẩn và ba ở cấp độ cao. Các chương trình tại các trường trung học tích hợp tiêu chuẩn quốc tế của Mỹ và Anh với chương trình nghiêm ngặt được xây dựng bởi Bộ Giáo dục Ba Lan.